# رژیم غذایی مایعات

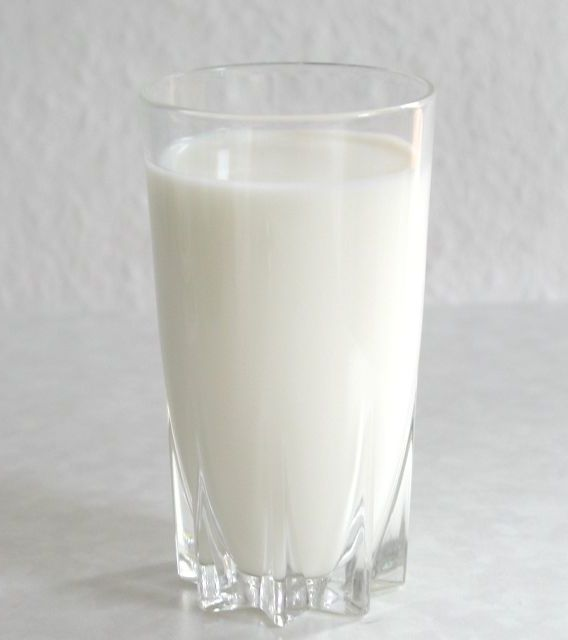
شیر در رژیم کامل مایعات تجویز می‌شود، اما در رژیم شفاف مایعات تجویز نمی‌شود.

رژیم مایعات یک نوع رژیم غذایی است که به‌طور عمده شامل مایعات و مواد نرم و ذوب شده (به حالت بستنی) است. رژیم مایعات به کم‌آبی و تعادل الکترولیت بدن کمک می‌کند، همچنین برای افرادی که توان خوردن غذاهای خشک و جامد را ندارند، توصیه می‌شود؛ به عنوان مثال برای بیمارانی که مشکلات معده‌ای-روده‌ای دارند، رژیم مایعات تجویز می‌شود. افرادی که جراحی دهان و فک و صورت یا جراحی لوله گوارش انجام داده‌اند یا افرادی که باید نمونه به آزمایشگاه تشخیص طبی بدهند، باید قبل و بعد از آن رژیم مایعات بگیرند.
رژیم مایعات در خارج از محیط بیمارستان یا بدون نظارت پزشک تجویز نمی‌شود. از عوارض منفی این رژیم غذایی می‌توان به خستگی، گیجی، پوست خشک و حالت تهوع اشاره کرد. این عوارض بعد از اینکه بیمار به رژیم غذایی عادی برگردد، برطرف می‌شوند.

## رژیمشفافمایعات
در حالت شفاف یا خالص (به انگلیسی:Clear liquid diet) مایعات فاقد هر گونه ذرات جامد هستند. از این مایعات می‌توان به گوشتابه، آبگوشت سبزیجات، آبمیوه‌های شفاف مثل آب سیب، سربی شفاف، بستنی یخی، ژلاتین خالص و همچنین نوشیدنی‌های کربوهیدراته مثل سودا اشاره کرد. نوشیدنی‌هایی که حاوی شیر هستند، در رژیم مایعات شفاف قرار نمی‌گیرند؛ اما چای یا قهوه را می‌توان در حالت شفاف قرار داد. این رژیم در حدود ۵۰۰ کالری در روز ارزش غذایی دارد، به همین دلیل انرژی مواد خوراکی در آن برای استفادهٔ طولانی مدت بسیار کم است.

## رژیم کامل مایعات
در حالت کامل (به انگلیسی:Full liquid diet) مایعاتی که استفاده می‌شوند هم دارای بخش شفاف هستند و هم ذرات جامد دارند. افرادی که از این رژیم تبیعت می‌کنند، ممکن است مکمل‌های غذایی طبیعی را نیز مصرف کنند. همچنین این افراد مجاز هستند تا غذاهایی مثل گوشت‌های نرم، خامه ترش، پنیر کلمی، ریکوتا، ماست، سبزیجات له شده و میوه‌ها را مصرف کنند.